# Kjøbenhavns Boldklub
Kjøbenhavns Boldklub (KB) er en københavnsk idrætsforening, beliggende på Frederiksberg, der i dag har fodbold, tennis og cricket på programmet. Klubben blev stiftet den 26. april 1876, og er derved den ældste europæiske fodboldklub uden for England. Klubben har afdelingerne KB Cricket, KB Fodbold og KB Tennis.

## Historie
KB blev stiftet som følge af københavnernes spirende interesse for sport, der steg markant gennem midten af 1800-tallet. Navnlig boldspil som lang-, stik- og rundbold var populære, og efterhånden som Københavns Kommune nedbrød voldene og rev byportene ned, fik københavnerne lettere ved at søge ud på bl.a. fælledarealerne med henblik på at dyrke sport og socialt samvær. Klubbens officielle fire stiftere var bogtrykker F. V. Levison, kasserer August Nielsen, samt grossererne Carl Møller og E. Selmer. Blandt stifterne var også cand. jur. Frederik Joachim August Markmann, der sidenhen blev den første formand for Dansk Boldspil-Union (DBU), der blev stiftet i 1889. Klubbens medlemmer dyrkede idrætsgrenene på Blegdamsfælleden.
De første tre år spillede man dog kun langbold i klubben. Fodbold kom, sammen med cricket, først på klubbens program i 1879, da den optog medlemmerne af klubben "Football Club" i sin medlemskreds. Det fandt medlemmerne af de to klubber ganske naturligt, da de to klubber alligevel trænede ved siden af hinanden på Blegdamsfælleden, hvorfor der blev knyttet mange sociale bånd mellem KB's og Football Club's medlemmer. Den første fodboldkamp ("Fodboldtspil") blev spillet den 7. september 1879, som led i et større opvisningsstævne.
Fra starten af 1879 fik KB's fodboldhold tilladelse til at henlægge deres træning til Rosenborg Eksercerplads ved Rosenborg Slot. Det var da også her at den første officielle fodboldkamp i Danmark blev afviklet den 16. december 1883, hvor Birkerød Kostskole Boldklub vandt over KB's juniorer med 4-0.
I 1888 stod Kjøbenhavns Boldklub som initiativtager til den første danske fodboldturnering Medaille Fodbold-Konkurrencen i 1888, der var arrangeret som en cup-turnering med deltagelse af 15 hold og med Kjøbenhavns Boldklub som en overbevisende vinder.
I 1883 kom tennis med i klubbens aktiviteter, først på Rosenborg Eksercerplads, mens de første egentlige tennisbaner blev anlagt i 1889 af KB neden for Dronningens Mølle ved Rosenkrantz Bastion (hvor Østerport Station ligger i dag). I 1893 samlede klubben sine aktiviteter på Frederiksberg (hvor Forum ligger i dag). Omgivet af 10 tennisbaner lå den store kampbane 'Granen', der i 1910 var hjemmebane for Danmarks første fodboldlandskamp i DBU-regi (mod England, res. 2-1). Klubben spredte dog hurtigt igen sine aktiviteter ud over København. Bl.a. rykkede fodboldholdet ind i Københavns Idrætspark på Østerbro. Ved Søndre Fasanvej mellem Frederiksberg Have og Den kgl. Porcelainsfabrik blev der også etableret et stort tennisanlæg, som i 1902 lagde baner til den første større internationale turnering i Danmark. En overgang i 1920'erne rådede klubben over flere end 50 tennisbaner. I dag (2021) er tallet reduceret til knap 40 (inde og ude).
I 1908 havde KB Vilhelm Wolfhagen, Oskar Nielsen, Nils Middelboe, Kristian Middelboe og Ludwig Drescher med på fodboldholdet i Danmarks første landskamp, der blev spillet ved OL i London, hvor det danske hold nåede finalen mod England og vandt sølvmedaljer.
I nogle få år omkring første verdenskrig blev der afviklet VM i tennis på overdækket bane og i 1921 fandt de sted i KB's første tennishal ved Pile Allé på Frederiksberg. Den blev bygget i træ og indviet i 1917, brændte totalt ned i 1968, men blev i 1970'erne erstattet af en muret hal med 2 baner, restaurant og klublokaler.
I 1924 købte klubben sine nuværende arealer ved Peter Bangs Vej. De følgende fire år blev der anlagt baner til cricket, tennis og fodbold. I 1938 kunne klubben så indvie "Europas største sportshal", KB Hallen. Hele det epokegørende anlæg omfattede reelt tre overdækkede tennisbaner (inkl. hovedhallen, der også fra begyndelsen blev anvendt som koncertsal med et væld af danske og internationale stjernesolister), 1 badmintonhal, 1 squashhal, festrummet Pejsesalen, 20 udendørs tennisbaner (hvoraf den ene lå som centrum i et stadion med plads til over 3000 tilskuere), 2-3 fodboldbaner samt et 25 m langt svømmebassin (udendørs).
Tennisstadion blev sløjfet omkring 1990, hvilket gav plads til endnu en tennishal med 5 baner. KB har gennem tiderne  fostret over 100 danmarksmestre i tennis (første officielle DM var i 1904) med Vera Johansen (f. Nielsen), Hilde Sperling og Kurt Nielsen som de mest vindende.
Klubben har via sit engagement i cricket nydt godt af indvandringen til Danmark fra lande som Pakistan. Dermed har klubben både erobret flere DM i cricket og ydet en positiv indsats for integrationen af indvandrere.
Klubbens logo menes at være designet omkring år 1900 af Thorvald Bindesbøll, der også designede DBUs oprindelige logo, og Carlsbergs.
Klubbens medlemsblad, KB'eren, beskæftiger sig i dag med fodbold-, tennis- og cricketholdene.
KB har også badminton- og petanque-baner, et motionscenter samt et udendørs svømmebassin til rådighed for sine medlemmer. Børn har adgang til at dyrke "multiidræt". Begrebet dækker i realiteten over en fritidsklub, der tager sit udgangspunkt i mange forskellige sportsgrene, rollespil samt små kreative værksteder. Endvidere driver klubben to restauranter, 'Pilen' i hallen ved Pile Allé og 'Granen' ved Peter Bangs Vej, samt 'Qvisten', et cafeteria ved friluftsbadet.'

## Fodbold
KB Fodbold er den klub som har vundet næstflest danske mesterskaber med sine 15 danmarksmesterskaber i fodbold, siden turneringen første gang blev afviklet i 1913. KB stiftede i 1991 sammen med Gentofte-klubben B 1903 et fælles førstehold, som fik navnet FC København, og har derfor ikke været direkte repræsenteret i den bedste række siden. Til gengæld har FC København efterfølgende vundet mesterskabet flere gange – bl.a. i sin første sæson (1992-1993)- I alt har FC København vundet mesterskabet 16 gange, senest i sæsonen 2024/2025.
FC København træner i dag på KB's anlæg.